# 33
33（三十三、さんじゅうさん、みそみつ、みそじあまりみつ）は自然数、また整数において、32の次で34の前の数である。

## 性質
- 33 は17番目の奇数である。1つ前は31、次は35。
- 33は合成数であり、正の約数は 1, 3, 11, 33 である。
  - 約数の和は48。
    - 約数関数から導き出される数列 {\displaystyle a_{n}=\sigma (a_{n-1})} はその初期値によって異なる数列になる。異なる数列になる7番目の初期値(最小の値)を表す数である。1つ前は29、次は49。(ただし1を除く)(オンライン整数列大辞典の数列 A257348)

  - 一の位が3の数では最小の合成数である。
- 33 = 3 × 11
  - 11番目の半素数である。1つ前は26、次は34。
    - 3連続で半素数が続く最小の数である。次は85。
    - 約数の個数が3連続で同じ (33も34も35も約数の個数は4個) になる最小の数である。次は85。

  - n = 1 のときの 11 × 3n の値とみたとき1つ前は11、次は99。(オンライン整数列大辞典の数列 A120354)
- 13番目の回文数である。1つ前は22、次は44。
  - 1桁の数を除くと3番目の回文数であり、3が2つ並ぶゾロ目でもある。
  - 二進数でも回文数になる12番目の数である。1つ前は31、次は45。(オンライン整数列大辞典の数列 A006995)
- 1/33 = 0.03… (下線部は循環節で長さは2)
  - 逆数が循環小数になる数で循環節が2になる3番目の数である。1つ前は22、次は44。(オンライン整数列大辞典の数列 A070022)
- 33 = 1! + 2! + 3! + 4!
  - 連続階乗の和とみたとき1つ前は9、次は153。
  - 4連続階乗の和とみたとき最小。次は152。ただし 0!=1 と考えると最小は10。
- 33 = (3!)2 − (2!)2 + (1!)2
  - 交互階乗の平方和で表せる3番目の数である。1つ前は3、次は543。(オンライン整数列大辞典の数列 A092170)
- 33 =15 + 25
  - n = 5 のときの 2n + 1 の値とみたとき1つ前は17、次は65。(オンライン整数列大辞典の数列 A000051)
  - 33 = 22×2+1 + 1
    - n = 2 のときの 22n+1 + 1 の値とみたとき1つ前は9、次は129。(オンライン整数列大辞典の数列 A087289)

  - 33 = 1 × 25 + 1 より7番目のプロス数である。1つ前は25、次は41。
  - 33 = 05 + 15 + 25
    - 3連続整数の5乗和で表せる最小の数である(負の数は除く)。次は276(負の数を含めると1つ前は0)。
- 異なる平方数の和で表せない31個の数の中で18番目の数である。1つ前は32、次は43。
- 33 = 1 + (1 + 2) + (1 + 3) + (1 + 2 + 4) + (1 + 5) + (1 + 2 + 3 + 6)
  - 1～6までの約数の和である。1つ前は21、次は41。
- 各位の和が6になる4番目の数である。1つ前は24、次は42。
- 各位の平方和が18になる最小の数である。次は114。(オンライン整数列大辞典の数列 A003132)
  - 各位の平方和が n になる最小の数である。1つ前の17は14、次の19は133。(オンライン整数列大辞典の数列 A055016)
- 各位の立方和が54になる最小の数である。次は303。(オンライン整数列大辞典の数列 A055012)
  - 各位の立方和が n になる最小の数である。1つ前の53は112223、次の55は133。(オンライン整数列大辞典の数列 A165370)
- 各位の積が9になる3番目の数である。1つ前は19、次は91。(オンライン整数列大辞典の数列 A034056)
- 九九で表せない（登場しない）3の倍数のうち最小の数。
- 3番目の完全数496の異なる素因数の和が33である。1つ前は9、次は129。(オンライン整数列大辞典の数列 A239546)
- 33 = 12 + 42 + 42 = 22 + 22 + 52
  - 3つの平方数の和2通りで表せる2番目の数である。1つ前は27、次は38。(オンライン整数列大辞典の数列 A025322)
- 33 = 88661289752875283 + (–8778405442862239)3 + (–2736111468807040)3
  - 「3つの立方数の和1通りで表せる100以下の整数のうち、組み合わせが見つかっていない数」だったが、2019年に英ブリストル大学のアンドリュー・ブッカー教授がスーパーコンピュータを使用した探索により発見した。
- n = 33 のときの n! − 1 で表せる 33! − 1 は9番目の階乗素数である。1つ前は32、次は38。(オンライン整数列大辞典の数列 A002982)
- 10番目の幸運数である。1つ前は31、次は37。
  - 累乗数はもちろん1にもなり得ない7番目の幸運数である。1つ前は31、次は37。
- 桁の調和平均が3になる3番目の数である。1つ前は26、次は62。(オンライン整数列大辞典の数列 A062181)
例．2/1/3 + 1/3 = 3
- 0から10までの数を使って分数 p/q (p ≦ q, q ≠ 0) を作るとき既約分数の数は33個である。1つ前の9までは29個、次の11までは43個。(オンライン整数列大辞典の数列 A005728)

## その他 33 に関連すること
- 純太陰暦（1年＝約354日）では、端数部分を除いて、閏による補正を行わないために、毎年11日早まるので、33年で季節が一巡する。
- しし座流星群は33年周期で大出現する。
- イエス・キリストは33歳で処刑されたとされる伝説がある。「イエス・キリストが人間であった期間は33年間であった」という言い方もされる。[要出典]
- 年始から数えて33日目に当てはまるのは、2月2日。
- ネブラ・ディスクには、32個の星と、月と太陽が表されている。月と太陽を合わせて一つとすれば、32個の星と合わせて33個になる。
- フリーメイソンのスコティッシュ・ライトの最高階級は33階級。
- 国際連合の旗の地球は33に分割されている。
- 暗殺された教皇ヨハネ・パウロ1世の在位期間は33日間。
- キャソックのボタンの数は33個。
- 33 は標準数（E6系列）。
- 主にロシアで使用されているキリル文字は33文字。
- 原子番号33番の元素はヒ素 (As)。
- インド発祥のヴェーダの宗教においては、33は聖数とされる。
  - 33神（英語版）：『リグ・ヴェーダ』に登場するパンテオン
  - 仏教においても同様に、33は聖数。
    - 忉利天（三十三天）
    - 観音菩薩が33種類に姿を変えるという説をもとに、以下のような寺院がある。
      - 三十三間堂：京都市の有名寺院の一つ。
      - 西国三十三所：近畿と岐阜に点在する、33軒の有名寺院。
      - 新西国三十三所：同じく、近畿に点在する、33軒の有名寺院。
      - 坂東三十三箇所：同じく、関東に点在する、33軒の有名寺院。

- 漫才コンビのルート33。
- 33分探偵は堂本剛主演の、フジテレビのテレビドラマ。
- クラブ33はディズニーランドにある会員専用レストラン。
- 日本では、33歳が女性の大厄とされる。
- 第33代天皇は推古天皇である。
- 日本の第33代内閣総理大臣は、林銑十郎である。
- 大相撲の第33代横綱は武藏山武である。
- 第33代ローマ教皇はシルウェステル1世（在位：314年1月31日～335年12月31日）である。
- 1寸 = 1/33 m ≒ 3.03 cm、1尺 = 10/33 m ≒ 30.3 cm
- 第33代周王は安王である。
- 易占の六十四卦で第33番目の卦は、天山遯。
- クルアーンにおける第33番目のスーラは部族連合である。
- 第33代のアメリカ合衆国大統領はハリー・S・トルーマンである。
- アメリカ合衆国の33番目の州はオレゴン州である。
- JIS X 0401、ISO 3166-2:JPの都道府県コードの「33」は岡山県。
- 三重テレビ放送でかつて使われたロゴマーク（アナログ33chから由来、地上デジタル放送開始以降は社旗のみに使用されている。）。三重テレビ放送の他、岩手めんこいテレビ、福島中央テレビ、テレビ金沢、静岡朝日テレビのアナログ親局も33ch。
- 三十三フィナンシャルグループは三重銀行と第三銀行が2018年の経営統合で発足した金融持株会社である[1]。また、三十三銀行は両行の統合により2021年5月に発足した地方銀行。
- 『33』は、TRICERATOPSのシングル。
- 『33』は、T-SQUAREの33枚目のアルバム。
- 『33』は、ミグ設計局の試作戦闘機『41』の別称。
- 「+33」は、坂本龍一の楽曲。アルバム『/04』に収録。
- 地球33番地 - 高知県高知市にある、北緯33度33分33秒、東経133度33分33秒の地点。
- フランスの国際電話番号は「33」である。
- マックス・フェルスタッペンがF1で使用している固定カーナンバーは「33」。
- スペインにある世界遺産サグラダ・ファミリア教会の内部に合計が33となる以下のような魔方陣がある（サグラダ・ファミリアの魔方陣）。

| 1  | 14 | 14 | 4  |
| 11 | 7  | 6  | 9  |
| 8  | 10 | 10 | 5  |
| 13 | 2  | 3  | 15 |

### 33 1/3
33+1/3 は100の3分の1に当たる数である。
- レコード - レコードの回転数は33 1/3 rpm。これらはロングプレイ (LP、long play)として知られている。
- 『33 1/3』 (サーティ・スリー・アンド・ワン・サード、Thirty Three and 1/3) - ジョージ・ハリスンのアルバム。
- 『裸の銃を持つ男 PART 33 1/3 最後の侮辱』 (The Naked Gun 33 1/3: The Final Insult) - コメディ映画、裸の銃を持つ男シリーズ (The Naked Gun Series)の第3弾。

## 符号位置
| 記号 | Unicode | JIS X 0213 | 文字参照          | 名称                       |
| ---- | ------- | ---------- | ----------------- | -------------------------- |
| ㉝   | U+325D  | 1-8-45     | &#x325D; &#12893; | CIRCLED DIGIT THIRTY THREE |